# Ighram
Ighram (en tamazight : ⵉⵖⵔⴻⵎ Iɣrem) est une commune algérienne sise dans la daïra de Akbou, wilaya de Béjaïa, dans la région de Kabylie.

## Géographie
La commune est localisée en haute Soummam, sur sa rive gauche. Elle est située au sud-ouest de la wilaya de Béjaïa ; distante de plus de 70 km de son chef-lieu et à moins de 5 km du chef-lieu de la commune d'Akbou. Elle s'étend sur 5011 ha ; se trouve comprise entre les latitudes 4031,5 et 4043, et les longitudes 627 et 635,5. 
Administrativement, elle est limitée :
- Au nord par la wilaya de Tizi Ouzou ;
- Au sud par les communes d’Akbou et Tazmalt ;
- A l’est par les communes d’Akbou et Chelata ;
- A l’ouest par la commune de Aït Mellikeche.

| Iferhounène (Tizi-Ouzou) | Illilten (Tizi-Ouzou) | Chelata |
| Beni Mellikeche          | Ighram                | Akbou   |
| Tazmalt                  | Akbou                 | Akbou   |

Pour une superficie de 50,11 km², la population de la commune d'Ighram est estimée à 16 878 habitants avec une densité de 332 hab/km² (statistiques au 31/12/2003).

## Villages et hameaux
L’établissement humain se caractérise par une forte densité au niveau des anciens noyaux. Elle est composée de plusieurs villages: Tizi Maali, Elma-Ouguenane, Ath Amar Ouzeguene, Ath Kerrou, Azouna, Ath Selam, Boukir, Iaamourene, Igguirven, Ighrem, Ighil Nacer, Ikherbouchen, Irsen, Laazib Ulahdir, Mecheta, Taslent, Tazagharth, Tifthisin, Tighilt Makhlouf, Ath Zeggan, Beni Sellam, Imedjkounene et autres.

## Infrastructures
En novembre 2020, trois villages de la commune était raccordé au réseau de gaz naturel : Iazounen, Tizi Maâli et Alma Ouagnane. La couverture gaz de la ville est proche de 90 % avec ce raccordement.

## Divers
Ces noyaux présentent une caractéristique morphologique similaire, à savoir un tissu très dense de constructions agglomérées à un seul niveau, construites avec les matériaux localement disponibles – ici la pierre – avec une couverture en tuiles rondes. Les habitations sont centrées autour de cours intérieures tant que l’activité agricole constitue la ressource de base des familles. La construction a la double fonction d’habitation et d’exploitation agricole, accueillant les bêtes de somme, les ovins, et parfois les bovins élevés par la famille.
La guerre d'Algérie et l’émigration de la population vers d'autres régions et à l'étranger ont vidé ces villages de leurs occupants.

## Climat
Le climat qui règne à Ighram fait que les hivers et les étés sont respectivement doux et chauds ; les précipitations moyennes interannuelles varient entre 6,33 mm et 70,45 mm avec un pic pluviométrique au mois de décembre. En saison hivernale, la commune reçoit une moyenne de 63,63 mm d’eau. La neige occupe les altitudes les plus élevées de la haute montagne. Par contre les températures oscillent entre 8,68 C° et 30,80 C°. 
L’économie locale dépend essentiellement des activités économiques de la ville limitrophe d’Akbou.